# John Moore
John Moore (Glasgow, 13 de novembro de  1761 — Corunha, 16 de janeiro de 1809) foi um general britânico que morreu na  Batalha da Corunha, na Galiza, Espanha, ferido por uma bala de canhão, quando do avanço das tropas napoleônicas sobre a península Ibérica.
O tenente general inglês John Hope, em carta ao colega D. Baird, assim se refere às qualidades de Moore, logo após a sua morte: "Conhecendo vós tão bem as excelentes qualidades do Tn. Gen. Cav. John Moore, não preciso eu estender-me sobre a perda, que o exército, e o seu país sofreram com a sua morte. Esta me privou de um precioso amigo, a quem a longa experiência do seu merecimento me havia sinceramente afeiçoado: mas é principalmente quanto ao bem público, que devo lamentar o golpe. Será ele objeto da conversação de todos, que amaram ou respeitaram o seu varonil caráter, que depois de ter conduzido o exército em uma árdua retirada, com firmeza consumada, terminou uma carreira de distinta honra, em uma morte, que deu ao inimigo novas razões de respeitar o nome do soldado britânico".
Era filho do físico escocês John Moore (1729-1802).

## Publicações
- J. C. Moore, "Life of Sir John Moore" (Londres, 1834)
- William Francis Patrick Napier, "History of the Peninsular War" (cinco volumes, Nova Iorque, 1856)
- C. B. Mayne, "Moore", em Spenser Wilkinson, "From Cromwell to Wellington" (Londres, 1899)
- "Diary of Sir John Moore", editado por  John Frederick Maurice (dois volumes, Londres, 1904)